# Majblomst (art)
Majblomst (Maianthemum bifolium), også kaldet lidenkonval, er en 10-15 cm høj, spinkel urt, som kun bærer en enkelt stængel og en lille klase af hvide blomster. Den anses for at være karakterart for plantesamfund på sur morrbund.

## Beskrivelse
Majblomst er en flerårig, urteagtig plante med en opret vækst. Planten danner ofte kolonier, som dækker bunden løseligt. Den enlige stængel er rund i tværsnit og hårløs. Den bærer to spredt stillede blade, som er hjerteformede og helrandede. Oversiden er græsgrøn med tydeligt nedsænkede, bueformede bladribber, mens undersiden er en smule lysere. Blomstringen foregår i maj-juni, hvor man finder 20-30 blomster samlet i et endestillet aks. De enkelte blomster er regelmæssige og 4-tallige med hvide blosterblade. Frugterne er røde bær.
Rodsystemet består af en krybende jordstængel med mange, fine trævlerødder.
Højde x bredde og årlig tilvækst: 0,15 x 0,10 m (15 x 10 cm/år).

## Hjemsted
Majblomst hører hjemme i Sibirien, det russiske fjernøsten, Kina, Korea, Japan og Nordeuropa samt bjergegnene i Mellem- og Sydeuropa. Den foretrækker overalt skyggede og fugtige voksesteder med en næringsfattig og sur jordbund.
På Vysokaya-bjerget i det centrale Sikhote-Alin, nær kysten af det Japanske Hav overfor Hokkaido, Japan findes blandingsskove hvor arten vokser sammen med bl.a. Abies nephrolepis (en art af ædelgran), Acer ukurunduense (en art af løn), skovstjerne, Alnus fruticosa (en art af el), Bergenia pacifica (en art af kæmpestenbræk), Betula lanata (en art af birk), bredbladet mangeløv, dunet egebregne, finsk rose, gul klokkebusk, kanadisk hønsebær, krybefyr, Picea ajanensis (en art af gran), Rhododendron aureum (en art af rododendron), Ribes triste (en art af ribs), skovsyre, Sorbus amurensis (en art af Røn), trebladet gyldentråd og tyttebær
| Portal | Portal:Botanik |

## Note
1. ↑  Sergei Yu. Grishin, Pavel Krestov og Susumu Okitsu: The subalpine vegetation of Mt. Vysokaya, central Sikhote-Alin Arkiveret 24. februar 2017 hos  Wayback Machine – en analyse af vegetationsbælterne på stedet (engelsk)